# NGC 5212
NGC 5212 é uma galáxia espiral (S) localizada na direcção da constelação de Virgo. Possui uma declinação de +07° 17' 17" e uma ascensão recta de 13 horas, 32 minutos e 56,1 segundos.
A galáxia NGC 5212 foi descoberta em 24 de Abril de 1830 por John Herschel.